# Heterolepidoderma pineisquamatum
Heterolepidoderma pineisquamatum is een buikharige uit de familie Chaetonotidae. Het dier komt uit het geslacht Heterolepidoderma. Heterolepidoderma pineisquamatum werd in 1981 voor het eerst wetenschappelijk beschreven door Balsamo. 